# Pubilla Casas

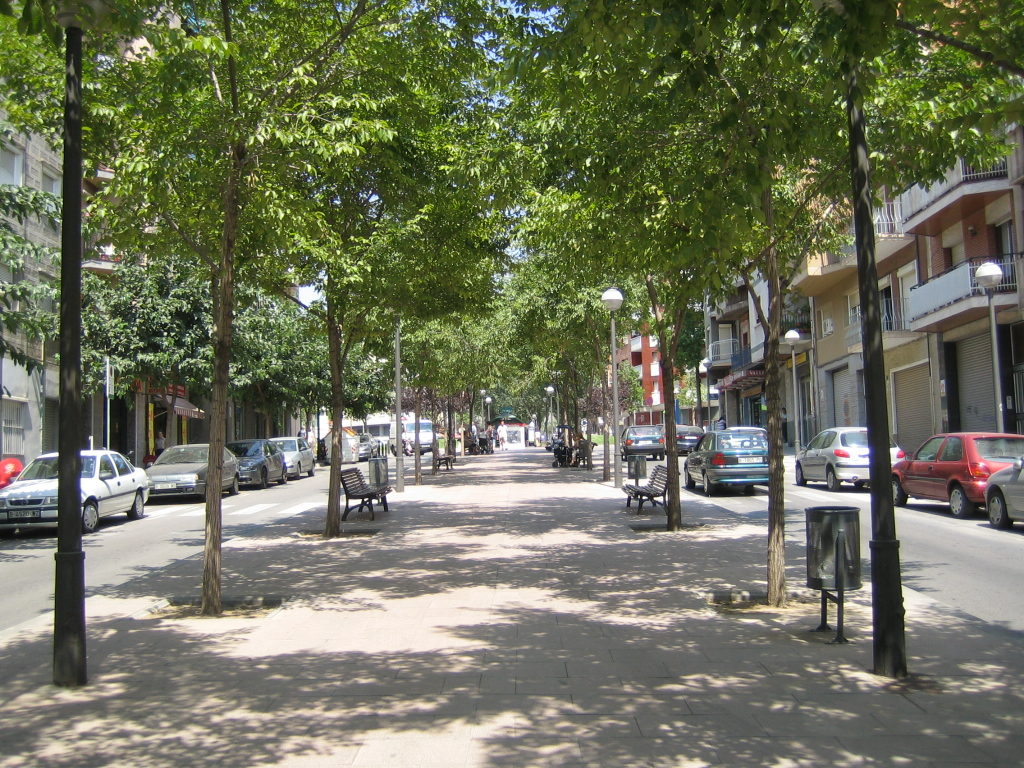
Avenida Tomás Jimenez, Pubilla Casas - 2005.

Pubilla Casas é um bairro de Hospitalet de Llobregat, na área metropolitana de Barcelona.